# Valentin Fischer
Valentin Fischer († 1573) war Abt des Klosters Waldsassen von 1526 bis 1529.
Valentin Fischer war der 32. Abt des Klosters Waldsassen und stammte aus Eger. Nach einer Amtszeit von wenigen Jahren resignierte er, er starb 1573.